# Лыковы (нетитулованное дворянство)
Лыковы — дворянский род, из Липецких бояр.
При подаче документов (1686) для внесения рода в Бархатную книгу, была предоставлена родословная роспись Лыковых.
Род Лыковых внесён в VI часть родословной книги Рязанской губернии.

## История рода
Боярин Семён Михайлович Лыков, убит в Куликовской битве (1380). Боярин Василий Владимирович — направлен послом к великому князю литовскому Витовту убеждать его выйти с войсками из русских земель (1426) и его брат боярин Александр Владимирович заключивший мир с Витовтом (1426). Василий Иванович, воевода передового полка, убит в Рязани при разбитии царевича Мустафы (1443). Матвей Никитич, наместник в Радегосте (1535). Степан Иванович воевода на Угре (1536—1527). Иван Степанович, воевода в Смоленске (1556), Великих Луках (1578). Замятня Иванович, воевода в Рязани (1581—1582), наместник в Болхове (1584).
Михаил Матвеевич Лыков, воевода в Карачеве (1557), Чебоксарах (1559—1560), Ругодеве (1561), Казани (1562), окольничий (1565) — казнён (1572) Иваном Грозным:

В те же годы убил мужа светлого рода Михаила Матвеевича Лыкова, вместе с ним его ближнего родственника, юношу прекрасного, в нежном возрасте, который был послан обучаться наукам за море в Германию и там хорошо овладел немецким языком и письмом, поскольку находился в учении немало лет и объездил всю землю Немецкую, затем возвратился к нам в отечество и через несколько лет принял смерть неповинно от мучителя. А у того-то Матвея Лыкова, сына Михайлова, отец его, блаженной памяти, был сожжен, пострадав за отечество, тогда когда возвращалось из Стародуба войско польское и литовское со своими гетманами, в то время немало городов северских было разорено; Матвей же тот, увидев, что не может уцелеть его город, первыми отпустил в плен жену с детьми, а потом, не желая видеть взятия города супостатами, защищал его стены с народом, и предпочли они сгореть вместе с городом своим, нежели сдать его врагу. Жена и дети его как пленники были отведены к старому королю Сигизмунду. Король же как истинный христианин приказал кормить их не как пленников, а как своих людей, разместил их в палатах и учёным докторам своим приказал обучать их дворянским наукам и латыни.— А. М. Курбский. «История о великом князе Московском»

## Известные представители
- Лыковы: Василий Фёдорович и Иван Семёнович — опричники Ивана Грозного (1573)[5].
- Лыков Мина Иванович — объезжий голова в Москве (1619).
- Два представителя рода убиты в Смутное время, один — под Конотопом (1659).
- Лыков Салтан Минич — воевода в Угличе (1632).
- Лыков Борис Семенович — воевода в Новосиле (1661).
- Лыков Пётр — дьяк (1676).
- Лыковы: Фёдор и Афанасий Борисовичи — стряпчие (1692).
- Лыков Давид Борисович — московский дворянин (1692), воевода в Черни (1695).
- Лыковы: Леонтий Иванович, Иван Борисович, Авдей Михайлович — московские дворяне (1676—1692).
- Лыковы: Лев и Степан Борисовичи — стольники (1691—1692).
- Лыков Тимофей Давыдович — стольник (1696)[6][7].